# 宋学文
宋学文（1982年—），内蒙古赤峰人，中国共产党第二十次全国代表大会代表。
宋学文是北京京东世纪信息技术有限公司鼎好营业部负责人。2011年加入京东物流中关村鼎好营业部。2017年，获评全国五一劳动奖章。2018年，获评全国“最美快递员”荣誉称号。2020年11月24日，获评全国劳动模范。2021年6月，获评全国优秀共产党员。2022年3月，担任北京冬残奥会火炬手。